# 매튜 베츠

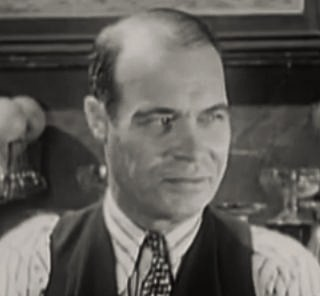

매슈 베츠(Matthew Betz, 1881년 9월 13일 ~ 1938년 1월 26일)는 미국의 배우, 영화배우이다.
세인트루이스에서 태어났다.

## 영화
- 미시시피 (1935년)
- 밀랍 박물관의 미스테리 (1933년)
- 무적 타잔 (1933년)
- 금 (1932년)
- 더 허리케인 익스프레스 (1932년)
- 빅 하우스 (1930년)
- 패튼트 레더 키드 (1927년)